# Aster (stanična biologija)
Aster je stanična struktura oblika zvijezde koja se formira oko svakog centrosoma tijekom mitoze u životinjskoj stanici. Zrake iz astera sastoje se od mikrocjevčica. Šire se zrakasto iz centfosfere i sliče na oblak. Jedna je od oblika mikrocjevčica. Jedna je od varijanta mikrocjevčica kao kinetohora i međupolarne mikrocjevčice.
U mitozi su četiri fazie stanične diobe: profaza, metafaza, anafaza i telofaza. Tijekom profaze dva centrosoma pokrivena asterima sele ka suprotnim krajevime jezgre radi priprave na stvaranje diobenog vretena. U metafazi kinetohorni mikrotubuli spajaju se s centromerom. Nakon toga u anafazi kinetoforni mikrotubuli razdvajaju kromatide u pojedinačne kromosome te ih vuku ka centrosomima koji su na suprotnim krajevima stanice. Ovo dopušta stanici pravilno se podijeliti pa svaka stanica kći sadrži potpune replike kromosoma. Kod nekih stanica položaj astera određuje mjesto stanične diobe.
Pokusima u mikrokomorama otkriveno je da je aster mikrotubula preciznije pozicioniran ako na mikrocjevčice djeluju i sile koje guraju kao i sile koje ih vuku.